# Saint-Germain-le-Gaillard (Mancha)
 Saint-Germain-le-Gaillard  es una población y comuna francesa, situada en la región de Baja Normandía, departamento de Mancha, en el distrito de Cherbourg-Octeville y cantón de Les Pieux.

## Demografía
| 577 | 523 | 462 | 475 | 611 | 624 |
| Para los censos de 1962 a 1999 la población legal corresponde a la población sin duplicidades (Fuente: INSEE [Consultar]) |     |     |     |     |     |